# Primera Liga de Uzbekistán
La Primera Liga de Uzbekistán (en uzbeko: Ўзбекистон Про лигаси; O‘zbekiston Pro ligasi) es la segunda división del sistema de ligas del fútbol profesional de Uzbekistán. La competición fue fundada en 1992 y es gestionada por la UFF. Se divide en división este y oeste, con doce equipos cada una.
La competición de fútbol de segunda categoría en Uzbekistán se llamó Primera Liga de Uzbekistán desde su establecimiento en 1992 hasta 2017. En 2018, tras la reforma de los campeonatos nacionales por parte de la Liga Profesional de Fútbol de Uzbekistán (UzPFL), la Primera Liga de Uzbekistán fue renombrada como Liga Pro de Uzbekistán. Los torneos de la Liga Pro de Uzbekistán son organizados por la Liga Profesional de Fútbol de Uzbekistán.
El ganador y el subcampeón de la Liga Pro de Uzbekistán obtienen el ascenso directo a la Superliga de Uzbekistán, mientras que el club que termina en tercer lugar en la Pro League participa en un partido de promoción contra el equipo que terminó en 12.º lugar en la Superliga. Según el reglamento de la competición de la Liga Profesional de Fútbol de Uzbekistán, este partido de promoción se juega en el estadio del equipo de la Pro League. Al final de la temporada, el club que finaliza último en la Pro League desciende a la Primera Liga de Uzbekistán para la siguiente temporada.
Los participantes de la Pro League también compiten anualmente en la Copa de Uzbekistán y en la Copa de la Liga de Uzbekistán.

## Historia
El Campeonato de Fútbol de Uzbekistán se celebra desde 1992. La composición y el número de equipos en la competición han cambiado con el tiempo. En la temporada inaugural del campeonato participaron 16 equipos. Al final del torneo de liga, "Shifokor" de Gulistán y "Politodel-Ruor" de la región de Taskent obtuvieron el ascenso a la Liga Superior. El número de participantes en la competición varió de año en año. En la temporada de 1995, la liga se dividió por primera vez en regiones oriental y occidental, y los equipos mejor clasificados de cada región se combinaron en la segunda etapa. Un total de 26 equipos participaron a lo largo de la temporada liguera. La temporada de 1997 pasó a la historia como el año con el mayor número de equipos participantes en la historia de la liga. En esa temporada, 27 equipos compitieron en la liga.
En 2018, 16 equipos participaron en la Liga Pro de Uzbekistán en un sistema de dos etapas (30 jornadas), en partidos de ida y vuelta. En 2019, la Liga Pro de Uzbekistán se dividió en las ligas A y B, con 24 clubes jugando en un sistema de 4 vueltas (28 jornadas, 2 en casa y 2 fuera). A partir de 2020, la división de la Liga Pro de Uzbekistán en las ligas A y B fue eliminada y se transformó en una única liga compuesta por 10 equipos, y se estableció la Primera Liga de Uzbekistán (una liga de tercer nivel en importancia dentro de la estructura del fútbol) en lugar de la Liga B. En 2024, el número de equipos participantes en la Pro League fue de 6. En 2025 también participarán 6 equipos.
El 21 de noviembre de 2017, según la decisión de la dirección de la UzPFL, la Primera Liga de Uzbekistán fue oficialmente renombrada como Liga Pro de Uzbekistán a partir de la temporada 2018. La liga se redujo de 18 equipos (2017) a 16.

## Campeones, subcampeones y terceros lugares de todas las temporadas
| Temporada | Campeón               | Subcampeón         | Tercer lugar      |
| --------- | --------------------- | ------------------ | ----------------- |
| 1992      | Shifokor Guliston     | Politotdel         | Baxt              |
| 1993      | Atlaschi              | Surxon Termez      | Bogʻdod           |
| 1994      | Mash’al Muborak       | Samarqand-Dinamo   | Kushon            |
| 1995      | Dinamo Urganch        | Kosonsoy           | Zarafshon Navoiy  |
| 1996      | Zarafshon Navoiy      | Chilonzor Tashkent | Progress          |
| 1997      | Temiryoʻlchi Qoʻqon   | Metallurg Bekobod  | Istiqlol Tashkent |
| 1998      | Yangiyer              | Samarqand-Dinamo   | Kimyogar Chirchiq |
| 1999      | Angren                | Kimyogar Chirchiq  | Qizilqum          |
| 2000      | Akademiya Tashkent    | Mash’al Muborak    | Sementchi         |
| 2001      | Temiryoʻlchi Qoʻqon   | Mash’al Muborak    | Sementchi         |
| 2002      | Guliston              | Sementchi          | Angren            |
| 2003      | Sogdiana Jizzax       | Lokomotiv Tashkent | NBU Asia          |
| 2004      | Shoʻrtan Guzor        | Topalang Sariosiyo | NBU Asia          |
| 2005      | Andijón               | Jorezm             | NBU Asia          |
| 2006      | Quruvchi              | Vobkent FK         | Mash’al-2         |
| 2007      | Sogdiana Jizzax       | Uz-Dong-Ju Andijón | Mash’al-2         |
| 2008      | Jorezm FK Urganch     | Doʻstlik Jizzax    | Sokol Uchquduq    |
| 2009      | Bunyodkor Qoʻqon 1912 | Mash’al Sport-2    | Zarafshon Navoiy  |
| 2010      | Bujará                | Sogdiana Jizzax    | Guliston          |
| 2011      | Lokomotiv Tashkent    | Guliston           | Yangiyer          |
| 2012      | Sogdiana Jizzax       | Guliston           | NBU Asia          |
| 2013      | Mash’al Muborak       | Andiján            | Qoʻqon 1912       |
| 2014      | Shoʻrtan Guzor        | Qoʻqon 1912        | Obod              |
| 2015      | Obod                  | Oqtepa             | UzDongJu Andijón  |
| 2016      | Dinamo Samarcanda     | Norin              | Sementchi         |
| 2017      | Sementchi Quvasoy     | Istiqlol Ferganá   | Andiján           |
| 2018      | Andiján               | Mash’al            | Istiqlol Ferganá  |
| 2019      | Mash’al               | Istiqlol Ferganá   | Oqtepa            |
| 2020      | Turon Yaypan          | Neftchi Ferganá    | Dinamo Samarcanda |
| 2021      | Neftchi Ferganá       | Dinamo Samarcanda  | Olimpik Tashkent  |
| 2022      | Andiján               | Bujará             | Turon Yaypan      |
| 2023      | Lokomotiv Tashkent    | Dinamo Samarcanda  | Qoʻqon 1912       |
| 2024      | Mash’al Muborak       | Bujará             | Qoʻqon 1912       |

## Campeones y goleadores
| Año  | Campeón               | Subcampeón          | Máx. goleador                                                                              |
| ---- | --------------------- | ------------------- | ------------------------------------------------------------------------------------------ |
| 1992 | Shifokor Guliston     | Politotdel          | Oleg Shatskikh (Politotdel, 25 goles)                                                      |
| 1993 | FK Atlaschi           | Surkhon Termez      | Igor Burov (FK Atlaschi, 28 goles)                                                         |
| 1994 | Mash'al Mubarek       | FK Samarqand-Dinamo | Khamza Jabbarov (FK Samarqand-Dinamo, 24 goles)                                            |
| 1995 | Dinamo Urganch        | FK Kosonsoy         | Zakir Narzullaev (Diyor Bulungur, 24 goles)                                                |
| 1996 | Zarafshan Navoi       | Chilonzor Tashkent  | Aleksey Zhdanov (Chilonzor Tashkent, 50 goles)                                             |
| 1997 | Temiryo'lchi Qo'qon   | Metallurg Bekabad   | Shavkat Ismailov (FC Shurtan Guzar, 29 goles) Ghayrat Odilov (Lochin, 29 goles)            |
| 1998 | FK Yangiyer           | FK Samarqand-Dinamo | Bakhtiyor Davlatov (FK Yangiyer, 39 goles)                                                 |
| 1999 | Semurg Angren         | Kimyogar Chirchiq   | Eldor Kasymov (Semurg Angren, 36 goles)                                                    |
| 2000 | Akademiya Tashkent    |                     | Bakhtiyor Davlatov (Mash'al Mubarek, 35 goles)                                             |
| 2001 | Temiryo'lchi Qo'qon   | Mash'al Mubarek     | Abduvosit Azizov (Mash'al Mubarek, 21 goles)                                               |
| 2002 | FK Guliston           | Sementchi Kuvasoy   | Ulughbek Utarov (Sitora Bukhara, 19 goles)                                                 |
| 2003 | Sogdiana Jizzakh      | Lokomotiv Tashkent  | Qobil Aliqulov (Sogdiana Jizzakh, 23 goles)                                                |
| 2004 | FC Shurtan Guzar      | Topalang Sariosiyo  | Ravshan Bozorov (Topalang Sariosiyo, 44 goles)                                             |
| 2005 | FK Andijan            | Xorazm FK Urganch   | Pavel Pavlov (Sementchi Kuvasoy, 29 goles)                                                 |
| 2006 | Kuruvchi              | Vobkent FK          | Ilkhom Khamdamov (Vobkent FK, 42 goles)                                                    |
| 2007 | Sogdiana Jizzakh      | Uz-Dong-Ju Andijon  | Vladimir Gavrilov (Oqtepa Tashkent, 27 goles)                                              |
| 2008 | Xorazm FK Urganch     | Dustlik Jizzakh     | Muiddin Mamazulunov (O.Akbarov, 23 goles)                                                  |
| 2009 | Bunyodkor Qo'qon 1912 | Mash'al Sport       | Aziz Asymov (NBU Osiyo, 20 goles) Mansur Abdullaev (Zarafshon NCZ, 20 goles)               |
| 2010 | FK Buxoro             | Sogdiana Jizzakh    | A.Juraev (Chust-Pakhtakor/FK Buxoro, 27 goles)                                             |
| 2011 | Lokomotiv Tashkent    | FK Guliston         | Zaynitdin Tadjiyev (Lokomotiv Tashkent, 30 goles)                                          |
| 2012 | Sogdiana Jizzakh      | FK Guliston         | Khurshid Yuldoshev (Sogdiana Jizzakh, 26 goles)                                            |
| 2013 | Mash’al Mubarek       | FK Andijan          | Firdavs Asadov (Spartak Bukhoro, 21 goles)                                                 |
| 2014 | Shurtan Guzar         | Kokand 1912         | Viktor Klishin (Shurtan Guzar, 40 goles)                                                   |
| 2015 | FC Obod               | Oqtepa              | Alisher Azizov (Obod, 26 goles)                                                            |
| 2016 | Dinamo Samarcanda     | Norin               | Navruz Xaipov (Orol Nukus, 30 goles)                                                       |
| 2017 | Sementchi Kuvasoy     | Istiklol Ferganá    | Shaxboz Ubaydullaev (Mash'al-2, 33 goles)                                                  |
| 2018 | FC Andijon            | Mashal Mubarek      | Shaxboz Jumabayev (Andijon, 16 goles)                                                      |
| 2019 | Mashal Mubarek        | Istiklol Ferganá    | Pavel Purishkin (Oqtepa, 19 goles)                                                         |
| 2020 | Turon                 | Neftchi Ferganá     | Doston Toshmatov (Neftchi Ferganá, 12 goles)                                               |
| 2021 | Neftchi Ferganá       | Dinamo Samarcanda   | Marko Obradovic (Neftchi Ferganá, 12 goles) Ruzimboy Axmedov (Dinamo Samarcanda, 12 goles) |
| 2022 | FC Andijon            | Dinamo Samarcanda   | Ruzimboy Axmedov (Buxoro, 23 goles)                                                        |
| 2023 | Lokomotiv Tashkent    | Dinamo Samarcanda   |                                                                                            |

## Participantes (2025)

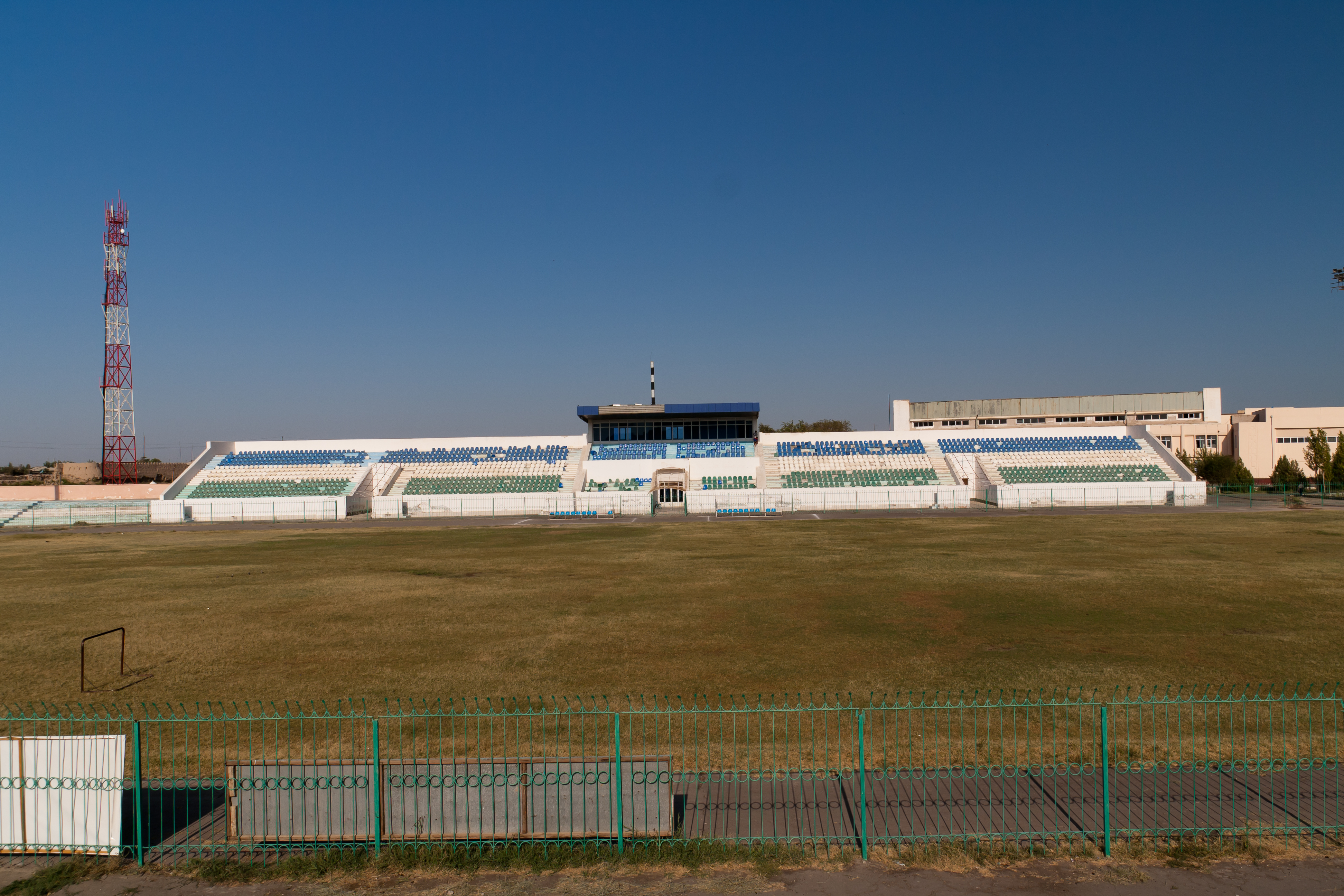
Estadio del FK Khiva

| Equipo             | Entrenador           | Ciudad         | Estadio                | Capacidad |
| ------------------ | -------------------- | -------------- | ---------------------- | --------- |
| PFC Aral Nukus     | Nematullo Quttiboev  | Nukus          | Turon                  | 9300      |
| FarDU FK           | Sergey Lebedev       | Ferganá        | Fargʻona               | 4000      |
| Jayxun FK          | Aybek Nurbayev       | Nukus          | Nukus BO‘FA            |           |
| Lokomotiv Tashkent | Grigoriy Kolosovskiy | Taskent        | Lokomotiv              | 8000      |
| Olimpik MobiUz     | Farhod Nishonov      | Yuqorichirchiq | Dostlik                | 8000      |
| FK Olympic         | Mirko Jeličić        | Taskent        | Complejo Deportivo JAR | 8460      |